# Une poignée de cendre (roman)
Pour les articles homonymes, voir Une poignée de cendre.
Une poignée de cendre (titre original: A Handful of Dust) est un roman britannique écrit par Evelyn Waugh et publié pour la première fois en 1934, il est souvent regroupé avec les premiers écrits de l'auteur, des romans satiriques et comiques, par lesquels il est devenu célèbre après la Seconde Guerre mondiale. Cependant, les critiques ont attiré l'attention sur les importantes nuances que le roman possède par rapport aux premiers écrits, considérant ainsi que le roman est une œuvre de transition pointant vers la fiction d'Après-guerre plus importante de Waugh.
Il figure à la 34e place dans la liste des cent meilleurs romans de langue anglaise du XXe siècle établie par la Modern Library en 1998.

Le titre est une référence au poème de T. S. Eliot, La Terre Vaine (The Wasteland)

## Arrière-plan

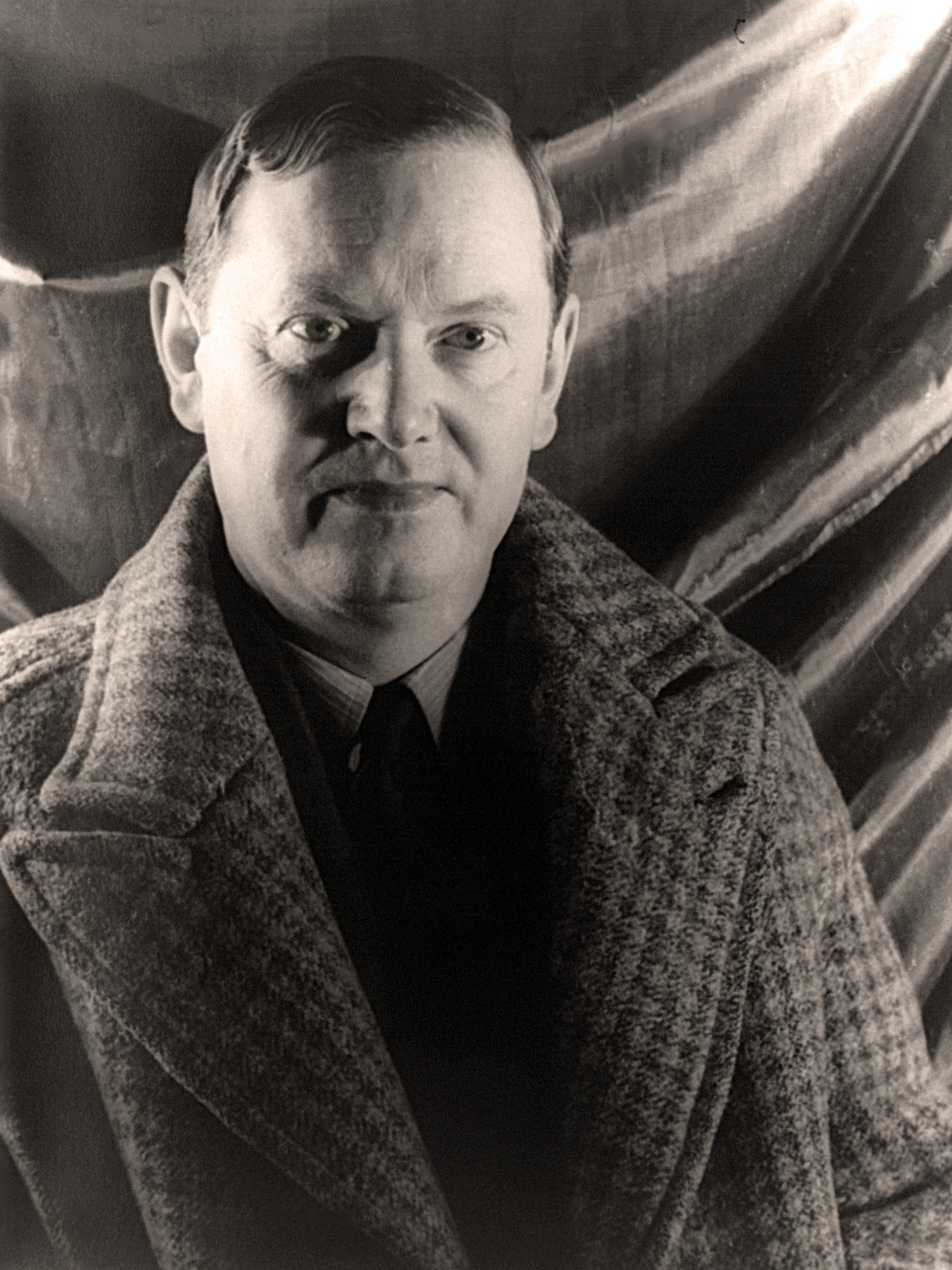
Evelyn Waugh (photographié vers 1940)

## Thèmes

### Autobiographie
Dans son étude sur la vie littéraire de Waugh, David Wykes (en) décrit le roman A Handful of Dust comme « un acte courageux et habile d’autobiographie fictive, entrainé par le traumatisme du divorce de l'auteur, sans lequel, le livre n'aurait pas été écrit »,. Martin Stannard, son biographe, dit que Waugh avait dragué la mémoire de son agonie personnelle en documentant la destruction du mariage de Last. Le critique  Cyril Connolly, dont la première réaction fut négative, a ensuite considéré l'œuvre comme « le seul livre qui comprend la véritable horreur du départ de l’affection (d'autrui) dans une affaire de [point de vue de] la partie innocente »,.

## Adaptations
Le 8 avril 1968, la BBC Radio 4 a diffusé A Handful of Dust comme une pièce radiophonique, adaptée par Denis Constanduros et produite par Brian Miller (en). Jack Watling et Stephanie Beacham ont interprété Tony et Brenda Last, et avec Rex Holdsworth dans le rôle de Mr Todd. Une nouvelle adaptation radiophonique, avec Jonathan Cullen (en) et Tara Fitzgerald dans les rôles principaux, a été diffusé comme une série en deux parties en mai 1996.
En novembre 1982, un casting a été fait afin de jouer l'œuvre sur scène, mise en scène par Mike Alfreds, au Lyric Theatre (en) à Hammersmith,.